# Un día inolvidable
Un día inolvidable es una película del año 1996, dirigida por Michael Hoffman y protagonizada por Michelle Pfeiffer y George Clooney.

## Argumento
Melanie Parker (Michelle Pfeiffer), una mujer divorciada, trabaja como arquitecta en Nueva York mientras cría a su único hijo. Es una mujer dedicada íntegramente a su trabajo que vive alejada de los hombres, de los que no quiere saber nada. Por su parte Jack Taylor (George Clooney) es un periodista, también divorciado, que comparte la custodia de su hija con su exmujer. Al igual que Melanie, carece de vida sentimental. Sin embargo, el destino hará que ambos se encuentren.

## Reparto
- Michelle Pfeiffer: Melanie Parker
- George Clooney: Jack Taylor
- Mae Whitman: Maggie Taylor
- Alex D. Linz: Sammy Parker
- Charles Durning: Lew
- Joe Grifasi: Manny Feldstein
- Ellen Greene: Elaine Lieberman
- Peter Hamill: Frank Burroughs
- John Robin Baitz: Sr. Yates, Jr.
- Amanda Peet: Celia

## Premios
- 1996: Nominada al Oscar: Mejor canción original
- 1996: Nominada al Globo de Oro: Mejor canción original